# Freiabonnements für Gefangene
Freiabonnements für Gefangene e.V. ist ein deutscher Verein mit Sitz in Berlin. Er vermittelt auf Spendenbasis kostenlose Zeitungsabonnements an Gefangene in Deutschland.

## Aktivitäten
Die nach eigenen Angaben „einzige bundesweite Zeitungsvermittlung für Inhaftierte“ wurde im September 1985 auf Initiative von Personen aus dem Umfeld der taz in Berlin als mildtätiger und gemeinnütziger eingetragener Verein gegründet.
Freiabonnements für Gefangene vermittelt Zeitschriften- und Zeitungsabonnements an Inhaftierte im In- und Ausland. Der Verein gibt damit Inhaftierten die Möglichkeit, legal an Zeitungen und Zeitschriften zu gelangen und sich über das Tagesgeschehen zu informieren. Außerdem vermittelt der Verein an Weihnachten Weihnachtspakete, Paket-Ersatz-Spenden und Buchgeschenke für Gefangene und qualifiziert ehrenamtliche Vollzugshelfer für ausländische Gefangene. Seit 2015 existiert ein Bücherfonds. In Berlin organisierte der Verein die Kriminalpolitischen Gespräche im taz-Café und den Runden Tisch für ausländische Gefangene und Gefangene mit Migrationshintergrund, ein seit 2000 bestehendes Forum für Behörden, Organisationen und ehrenamtlich in diesem Bereich Arbeitende, das fünfmal im Jahr tagt.
2016 wurden monatlich 2994 Zeitungen und Zeitschriften an Einzelpersonen und Gefangenenbibliotheken ausgeliefert. Das Zeitungsspektrum reicht dabei von Tageszeitungen über Wochenzeitungen und internationale Zeitungen bis zu verschiedenen Zeitschriften.
Zahlreiche Prominente konnten in der Vereinsgeschichte als Unterstützer und für die Werbung gewonnen werden.

## Auszeichnungen
Freiabonnements für Gefangene erhielt 2008 den Ehrenpreis „pro reo“ der Arbeitsgemeinschaft Strafrecht des Deutschen Anwaltvereins für „das nachhaltige und im höchsten Maße anerkennenswerte Bemühen des seit 1985 bestehenden Vereins um die Integration und Bildung von Gefangenen“.